# Wolf von Aichelburg
Wolf von Aichelburg (Pula, 3. siječnja 1912. – blizu Mallorce, 24. kolovoza 1994.), transilvansko-njemački pisac i pjesnik.

## Život
Aichelburg je rođen 1912. u Puli (Istra). Godine 1918. odlazi s obitelji u Herrmannstadt (Sibiu) u južnoj Transilvaniji. Od 1928. do 1934. studira u Klausenburgu i Dijonu germanistiku i romanistiku. Nakon nekoliko godina boravka u zapadnoj Europi vraća se 1939. ponovo u transilvansku domovinu. Nakon sudskog procesa protiv njemačke skupine pisaca godine 1959. osuđen je na 25-godišnju kaznu zatvora. Tek je 1964. nakon opće amnestije političkih zatvorenika oslobođen, pa je nastavio slobodno pisati na njemačkom. Godine 1980. Aichelburg je napustio Rumunjsku i krenuo za Freiburg u Breisgauu. Dana 24. kolovoza 1994. utopio se blizu obale Mallorce.

## Djela
- Herbergen im Wind : pjesme. - Bukarest : Literaturverl., 1969
- Ratten von Hameln pjesme. - Bukarest: Literaturverl., 1969
- Lyrik, Dramen, Prosa. - Bukarest : Kriterion-Verl., 1971
- Vergessener Gast : pjesme. - Cluj : Dacia-Verl., 1973
- Fingerzeige : eseji. - Cluj : Dacia-Verl., 1974
- Aller Ufer Widerschein : pjesme. - Innsbruck : Wort-und-Welt-Verl., 1984. - ISBN 3-85373-079-5
- Anhalter Bahnhof : pjesme. - Innsbruck : Wort-und-Welt-Verl., 1985. - ISBN 3-85373-094-9
- Corrida : pjesme. - Innsbruck : Wort-und-Welt-Verl., 1987. - ISBN 3-85373-104-X
- Tuskische Gärten: Gesammelte Gedichte. - München : Ed. Arnshaugk, 1993. - ISBN 3-926370-19-X
- Der Brand des Tempels : zbirka drama. - München : Ed. Arnshaugk, 1993. - ISBN 3-926370-20-3
- Gedichte / Poezii - Ed. Hermann, 1996  ISBN 973-97285-4-5

## Vanjske poveznice
- Georg Herbstritt: Der Kronstädter Schriftstellerprozess 1959 in den Akten der DDR-Staatssicherheit, in: Halbjahresschrift für südosteuropäische Geschichte, Literatur und Politik, 23. Jg., Heft 1-2, 2011, S. 204-208
- Michaela Nowotnick: „95 Jahre Haft“. Kronstädter Schriftstellerprozess 1959: Darstellungsformen und Deutungsmuster der Aufarbeitung, in: Halbjahresschrift für südosteuropäische Geschichte, Literatur und Politik, 24. Jg., Heft 1-2, 2012, S. 173-181
- William Totok: Empathie für alle Opfer. Eginald Schlattner, ein Leben in Zeiten diktatorischer Herrschaft, in: Halbjahresschrift für südosteuropäische Geschichte, Literatur und Politik, 24. Jg., Heft 1-2, 2012, S. 181-198
- Literatura Wolfa von Aichelburga  Arhivirana inačica izvorne stranice od 12. veljače 2007. (Wayback Machine) u katalogu Njemačke nacionalne knjižnice
- Primjer teksta  Arhivirana inačica izvorne stranice od 27. rujna 2007. (Wayback Machine) (izabrane pjesme)